# Les Fleurs du mal (suite et fin)
Pour les articles homonymes, voir Les Fleurs du mal (homonymie).
Albums de Léo Ferré
Je te donne
(1976) La musica mi prende come l'amore
(1977)
Les Fleurs du mal (suite et fin) est un album posthume de Léo Ferré publié en 2008 par les éditions La Mémoire et la Mer. Il regroupe des maquettes enregistrées chez lui au piano en vue de réaliser un nouvel album consacré au poète Charles Baudelaire, après Les Fleurs du mal (1957) et Léo Ferré chante Baudelaire (1967). 
Avec cinquante-cinq poèmes mis en musique, Baudelaire est le poète à qui Léo Ferré s'est le plus abondamment consacré.

## Genèse
Initialement programmé pour 1977, puis repoussé à 1978, ce projet n'a jamais été mené à son terme. Néanmoins, en 1986 Ferré orchestre et enregistre « Je te donne ces vers (...) » ainsi que « L'Examen de minuit - Bien loin d'ici » pour les faire figurer sur son album On n'est pas sérieux quand on a dix-sept ans (1987).
En 2007, sur la proposition des héritiers de Ferré, Jean-Louis Murat choisit et interprète douze de ces mises en musique dans l'album Charles & Léo.

## Titres
Textes : Charles Baudelaire. Musiques et piano : Léo Ferré.
| No  | Titre                                              | Durée |
| --- | -------------------------------------------------- | ----- |
| 1.  | « Une nuit que j'étais près d'une affreuse Juive » | 1:55  |
| 2.  | Sépulture                                          | 1:53  |
| 3.  | La Cloche fêlée                                    | 2:01  |
| 4.  | L'Héautontimorouménos                              | 2:02  |
| 5.  | À une mendiante rousse                             | 3:35  |
| 6.  | « Je n'ai pas oublié, voisine de la ville »        | 2:08  |
| 7.  | L'Âme du vin                                       | 3:42  |
| 8.  | La Fontaine de sang                                | 2:42  |
| 9.  | Madrigal triste                                    | 3:17  |
| 10. | L'Examen de minuit & Bien loin d'ici               | 3:24  |
| 11. | L'Ennemi                                           | 2:36  |
| 12. | Le Guignon                                         | 2:20  |
| 13. | « Je t'adore à l'égal de la voûte nocturne »       | 1:39  |
| 14. | « Avec ses vêtements ondoyants et nacrés »         | 1:56  |
| 15. | Le Vampire                                         | 1:43  |
| 16. | Le Parfum                                          | 2:26  |
| 17. | « Je te donne ces vers afin que si mon nom »       | 1:24  |
| 18. | Réversibilité                                      | 3:30  |
| 19. | Le Beau navire                                     | 5:01  |
| 20. | L'Horloge                                          | 3:08  |
| 21. | Le Cygne                                           | 6:05  |

À noter que l'édition originale donne accès à des versions alternatives de « L'Horloge » et « Une nuit que j'étais près d'une affreuse Juive » via un Opendisc.

## Production
- Réalisation artistique : Mathieu Ferré & Alain Raemackers
- Restauration & mastering : Studio La Buissonne
- Crédits visuels : Hubert Grooteclaes (recto pochette), Nadar (verso pochette)
- Textes de présentation : Mathieu Ferré, Alain Raemackers